# Alameda Gardens
Alameda Gardens, Gibraltar Botanic Gardens. The Alameda (pol. Park Alameda) – kompleks parkowo-ogrodowy o powierzchni ok. 8 ha znajdujący się w Gibraltarze, założony w 1816 roku, przekształcony w 1991 roku w ogród botaniczny.

## Historia

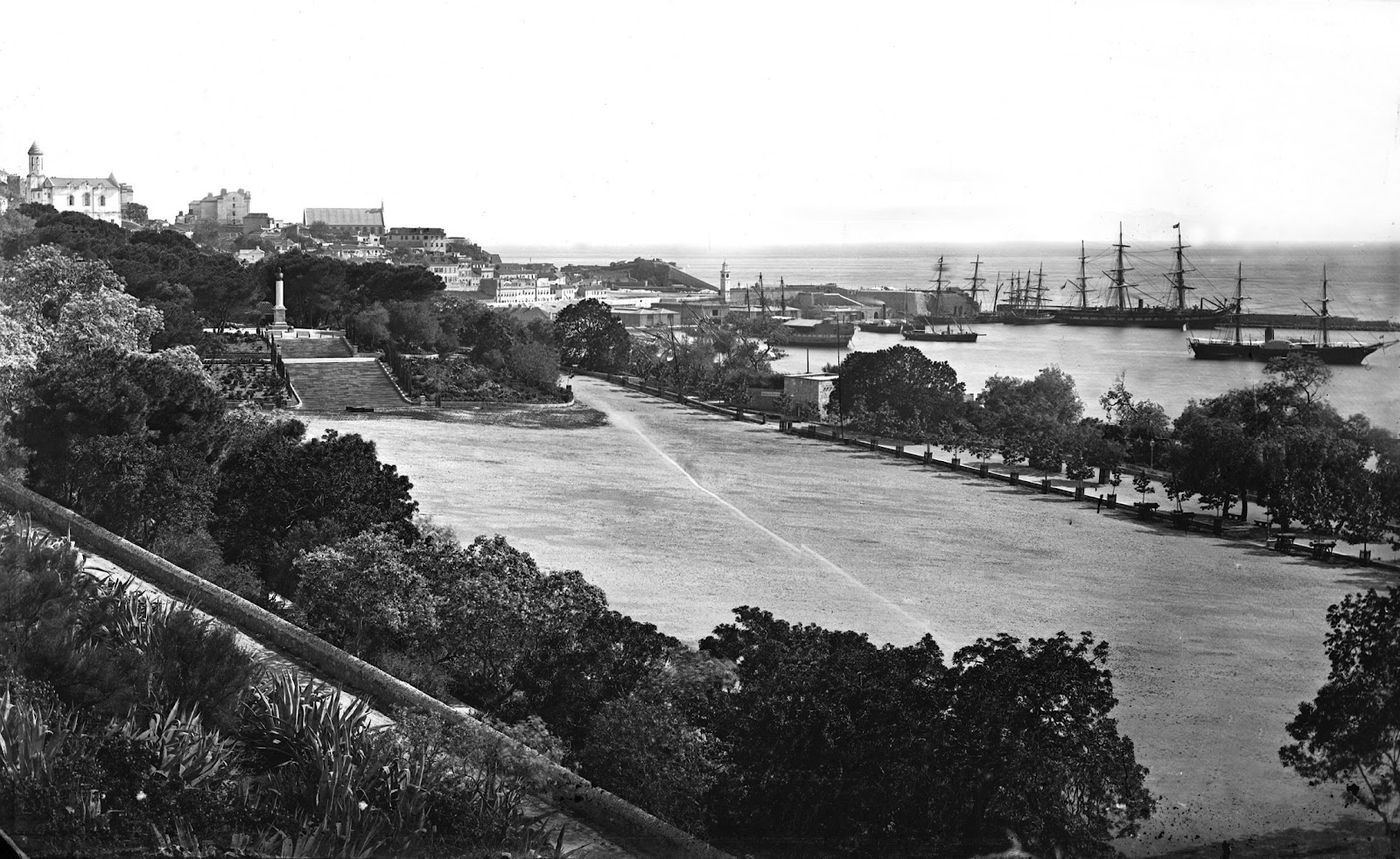
Grand Parade oraz fragment Alameda Gardens (po lewej); lata 80.–90. XIX wieku

Ogrody Alameda zostały założone na początku XIX wieku z inicjatywy George’a Dona, gubernatora porucznika Gibraltaru. W 1815 roku postanowił on utworzyć miejsce publicznej rekreacji, którego dotąd nie było w tym garnizonie, przeznaczone dla cywilnych mieszkańców Gibraltaru. Na cel ten wybrano położony na południe od centrum miasta plac Grand Parade, na którym odbywały się zgromadzenia publiczne i defilady. Z części tego terenu pozyskiwano materiały do budowy domów, inna jego część pełniła funkcję cmentarza, a w jeszcze innej części – w czasie oblężeń Gibraltaru – uprawiano warzywa.
Środki na założenie parku pochodziły z dobrowolnych składek mieszkańców Gibraltaru i stacjonującego tu wojska, z organizowanych w tym celu loterii oraz ze zbiórek przeprowadzonych przez Amateur Theatre. 14 kwietnia 1816 roku Alameda Gardens zostały oficjalnie otwarte.

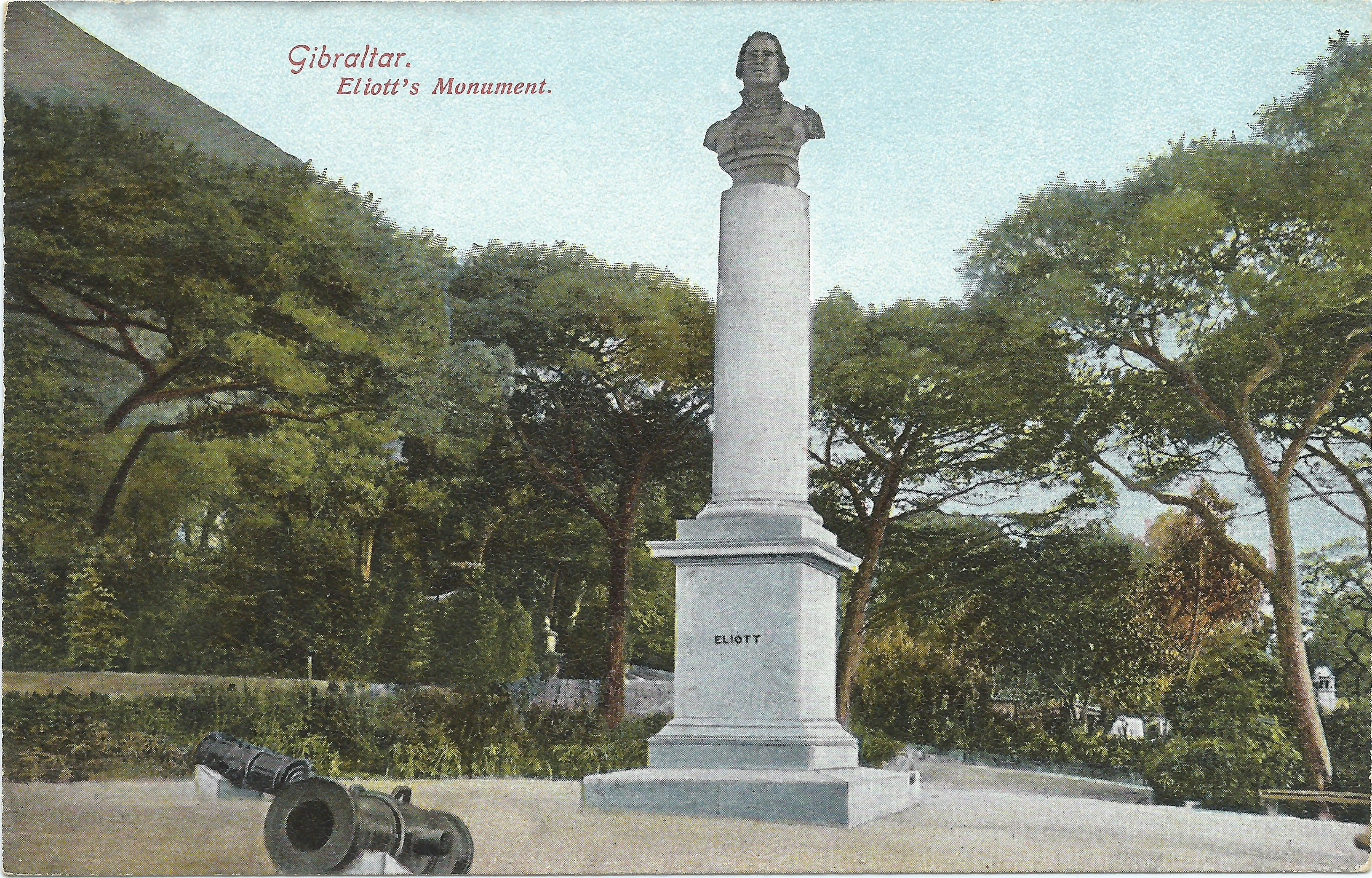
Pomnik generała Eliotta przed I wojną światową

W tym samym roku na terenie ogrodów ustawiono drewniane popiersie generała George’a Augustusa Eliotta, który wsławił się obroną Gibraltaru w trakcie jego wielkiego oblężenia. Wykonano je z bukszprytu hiszpańskiego okrętu San Juan zdobytego podczas bitwy pod Trafalgarem. Wokół pomnika ustawiono trzy 10-calowe haubice z 1783 roku oraz jedną 8-calową z 1778 roku. W 1858 roku popiersie zastąpiono nowym, wykonanym z brązu.
W 1819 roku wzniesiono pomnik Arthura Wellesleya, księcia Wellington, którego wizerunek ustawiono na szczycie marmurowej kolumny przywiezionej z rzymskich ruin znajdujących się na terenie obecnej Libii. Koło pomnika stoją dwa 13-calowe moździerze z pociskami artyleryjskimi oraz brązowa 12-funtowa armata z 1758 roku. Kolejne dwa 10-calowe działa odprzodowe stoją przy wschodnim wejściu na teren ogrodów. Zarówno pomniki, jak i haubice i działa, wpisane są do gibraltarskiego rejestru zabytków.

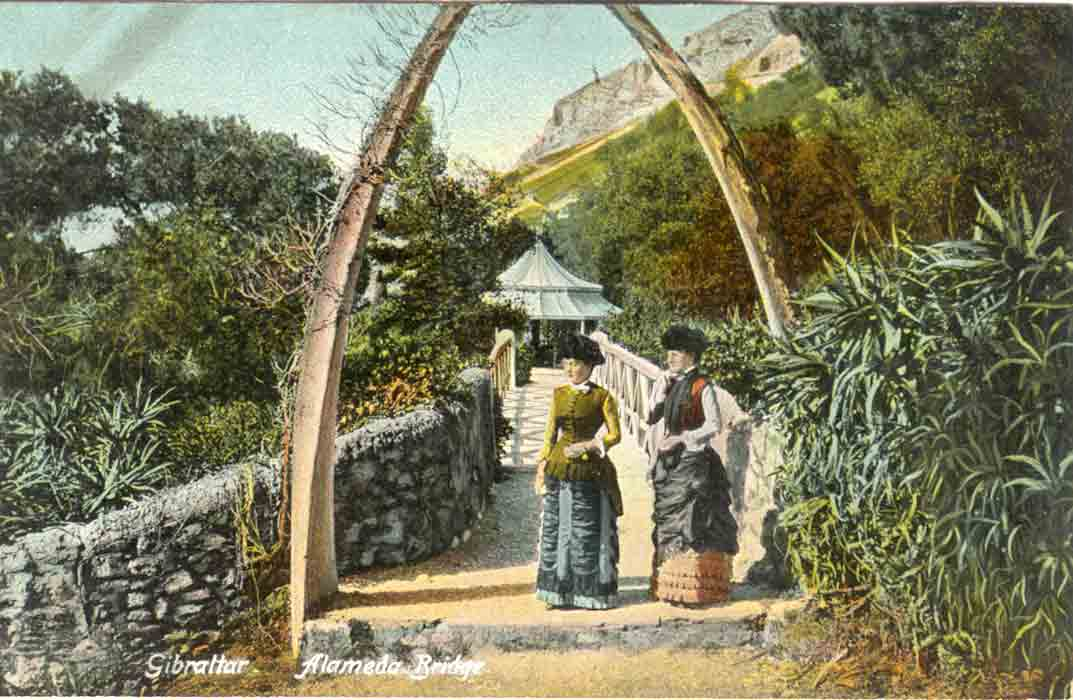
Łuk z fiszbinu wieloryba w Alameda Gardens (ok. 1909)

W połowie XIX wieku głównym ogrodnikiem w Alameda Gardens był pochodzący z Genui (lub Bergamo) projektant ogrodów, Giuseppe Codali. W 1842 roku w jednym z zagłębień terenów założył on niewielki ogród w stylu włoskim – The Dell – obejmujący staw, dwie fontanny z początku XX wieku i wodospad. W najwyższym punkcie ogrodu The Dell stoi łuk wykonany z fiszbinu wieloryba. Nad stawem przerzucono mostek, na końcu którego znajduje się pamiątkowe popiersie z wizerunkiem Codaliego.
W maju 1912 roku oddano do użytku pawilon muzyczny; promenadę, przy której stanął nazwano Kingsway. Estrada została jednak zburzona po II wojnie światowej. Od lat 70. XX wieku ogrody stopniowo popadały w ruinę. W 1991 roku kompleks przejęty został przez spółkę Wildlife Gibraltar Ltd, która przekształciła Alameda Gardens w ogród botaniczny pełniący nie tylko funkcję rekreacyjną, ale również badawczą i edukacyjną. Zasadzono tu wiele nowych gatunków roślin, w 1992 roku odrestaurowano The Dell, zaś w 1994 roku w południowej części ogrodów utworzono niewielki park ochrony dzikiej przyrody Alameda Wildlife Conservation Park (AWCP). W 1996 roku, w 180. rocznicę otwarcia ogrodów, oddano do użytku teatr na wolnym powietrzu, który otacza staw z ozdobnymi karpiami nishiki-goi i kolekcją tropikalnych lilii.

## Charakterystyka
Nazwa ogrodów pochodzi od hiszpańskiego słowa álamo oznaczającego topolę białą. Drzewa tego gatunku miały bowiem niegdyś licznie rosnąć wzdłuż Grand Parade. Układ Alameda Gardens obejmuje liczne przecinające się i łączące ze sobą ścieżki oraz terasowe rabaty. Ścieżki, kamienne murki oraz mury oporowe wykonane zostały z lokalnego wapienia, miejscami o bladoróżowym zabarwieniu spowodowanym domieszką czerwonego piasku.

### Flora

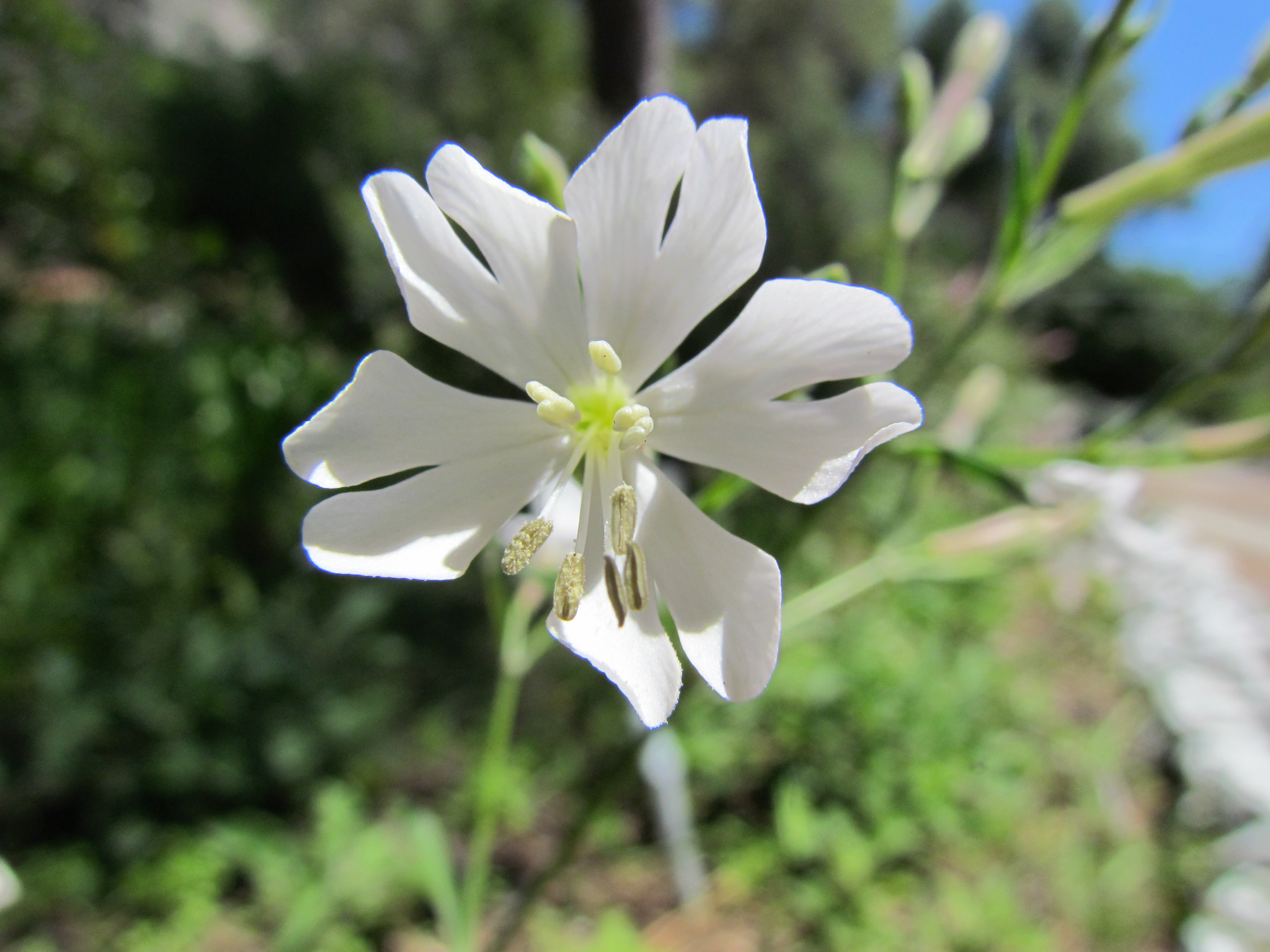
Kwiat Silene tomentosa na terenie Alameda Gardens (2012)

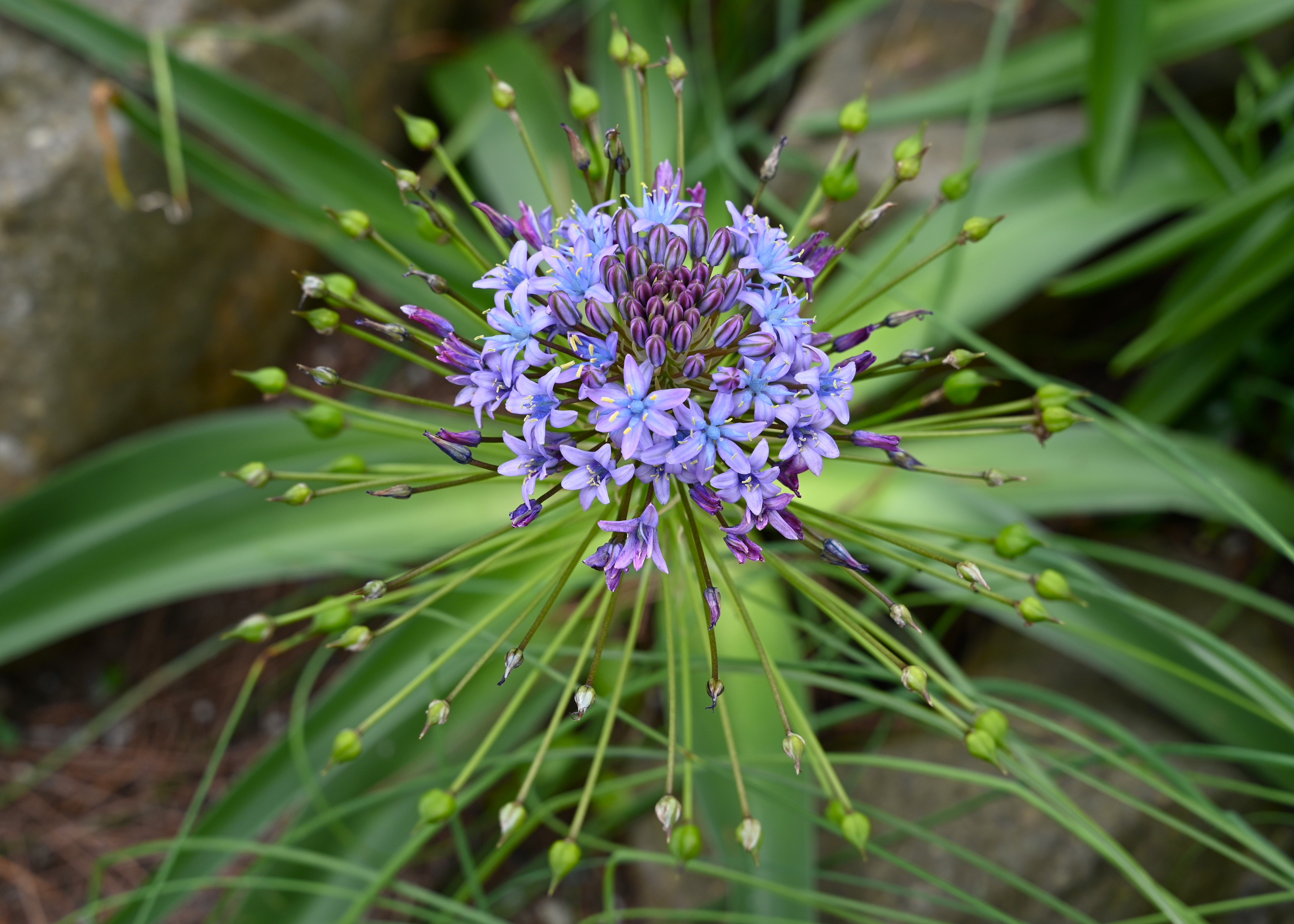
Cebulica peruwiańska z kolekcji ogrodu (2024)

Głównymi roślinami rosnącymi w Alameda Gardens były początkowo sosna pinia (Pinus pinea), oliwka europejska (Olea europaea), dracena smocza (Dracaena draco) oraz wiązowiec południowy (Celtis australis); najstarsze okazy tych gatunków pochodzą sprzed oddania ogrodów do użytku i liczą ponad 200 lat. Jedno ze smoczych drzew może mieć nawet ponad 300 lat. W późniejszych latach do ogrodów sprowadzano rośliny z dawnych brytyjskich kolonii, m.in. Australii i Południowej Afryki.
Z Australii pochodzi Melaleuca decussata, Grevillea robusta (1 okaz na terenie Alameda Gardens), Cestrum nocturnum, Hardenbergia comptoniana oraz palmy Howea forsteriana i Ptychosperma elegans rosnące przy The Dell. Z Południowej Afryki sprowadzone zostały z kolei Tecoma capensis, ołownik uszkowaty (Plumbago capensis), aloes drzewiasty (Aloe arborescens), amarylis nadobny (Amaryllis belladonna), agapant afrykański (Agapanthus africanus) oraz pelargonie: Pelargonium quercifolium, P. tomentosum i P. fragrantissimum. Z Ameryki pochodzą waszyngtonia nitkowata (Washingtonia filifera), heliotrop peruwiański (Heliotropium arborescens), cebulica peruwiańska (Scilla peruviana), przedstawiciele rodziny kaktusowatych: Echinocactus grusonii, Opuntia sp., Cleistocactus sp. i Hylocereus undatus oraz różne gatunki z rodzaju Bougainvillea i Montanoa. Z Chin pochodzi glicynia chińska (Wisteria sinensis) i budleja Davida (Buddleja davidii).
Rośnie tu wiciokrzew pomorski (Lonicera periclymenum), daktylowiec kanaryjski (Phoenix canariensis), oleander pospolity (Nerium oleander) chryzantema krzewiasta (Argyranthemum frutescens) oraz gatunki z rodzaju ketmia (Hibiscus), m.in. ketmia róża chińska (H. rosa-sinensis) i ketmia bagienna (H. moscheutos). Alameda Gardens posiadają również bogatą kolekcję gatunków śródziemnomorskich, do której należą m.in. wilżyna odmienna (Ononis natrix), Coronilla valentina i Narcissus papyraceus oraz endemity gibraltarskie – ubiorek gibraltarski (Iberis gibraltarica) i bardzo rzadka lepnica Silene tomentosa.

### Fauna

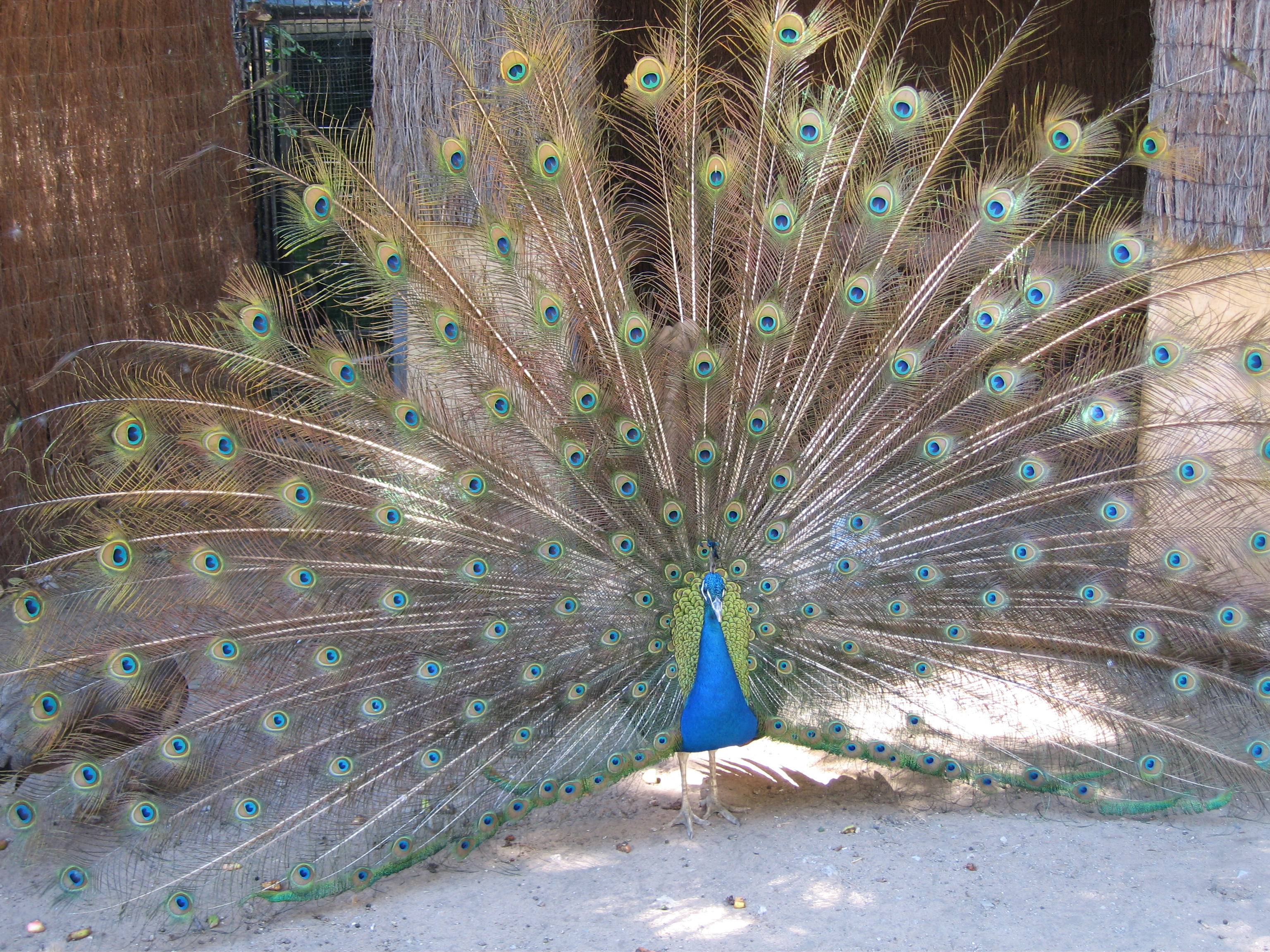
Paw indyjski (Pavo cristatus) w Alameda Wildlife Conservation Park (2007)

Na terenie Alameda Gardens zamieszkuje wiele gatunków zwierząt. Ze względu na położenie Gibraltaru na jednym z najważniejszych szlaków migracyjnych występują tu ptaki takie jak: dudek (Upupa epops), pleszka (Phoenicurus phoenicurus) czy dzierzba rudogłowa (Lanius senator). W ogrodach gniazduje m.in.: pokrzewka aksamitna (Curruca melanocephala), kapturka (Sylvia atricapilla), rudzik (Erithacus rubecula), dzwoniec (Chloris chloris) i kulczyk (Serinus serinus), natomiast zimą pojawia się m.in. pełzacz ogrodowy (Certhia brachydactyla), pliszka siwa (Motacilla alba), orzełek włochaty (Hieraaetus pennatus), pierwiosnek (Phylloscopus collybita) i kopciuszek (Phoenicurus ochruros).
W ogrodach występują nietoperze – karlik malutki (Pipistrellus pipistrellus), podkasaniec zwyczajny (Miniopterus schreibersii) i molosek europejski (Tadarida teniotis). Gady reprezentują: tarentola murowa (Tarentola mauritanica), Hemorrhois hippocrepis, murówka hiszpańska (Podarcis hispanicus) oraz różne gatunki żyjących w stawach żółwi słodkowodnych. W Alameda Gardens żyje dużo ciem oraz kolorowych motyli dziennych, m.in. monarcha (Danaus plexippus), piękniś sułtanek (Charaxes jasius), rusałka admirał (Vanessa atalanta) i rusałka osetnik (V. cardui). Ogrody zasiedla również endemiczny pająk z infrarzędu ptaszników – Macrothele calpeiana.

## Galeria

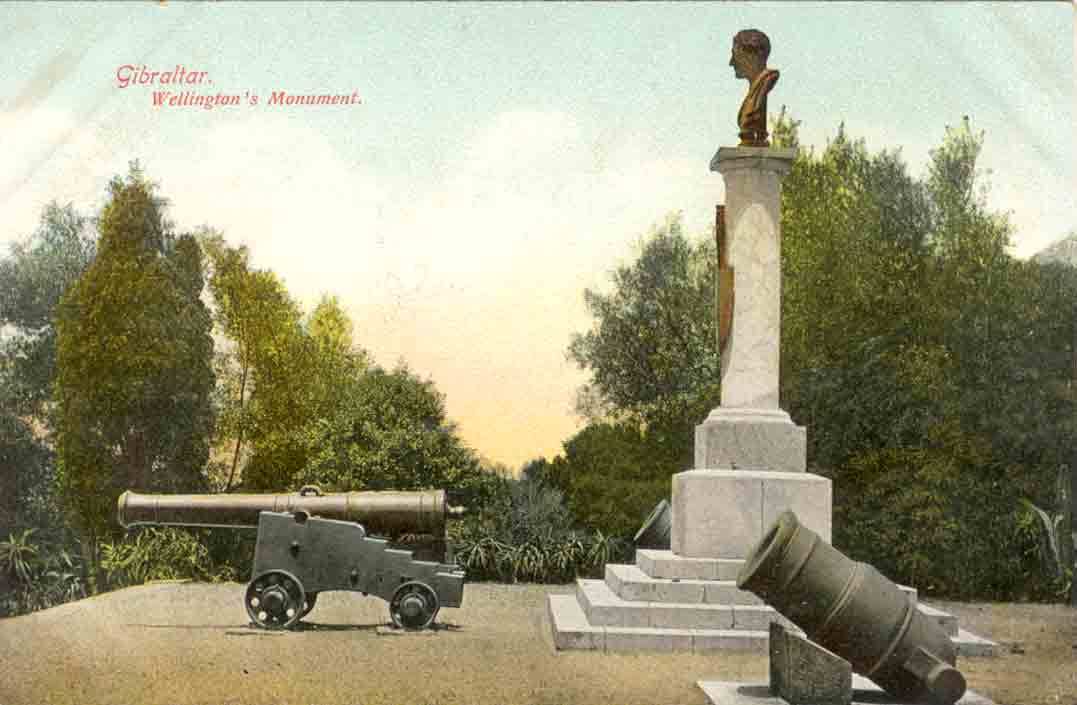
Pomnik z popiersiem księcia Wellington (ok. 1909)
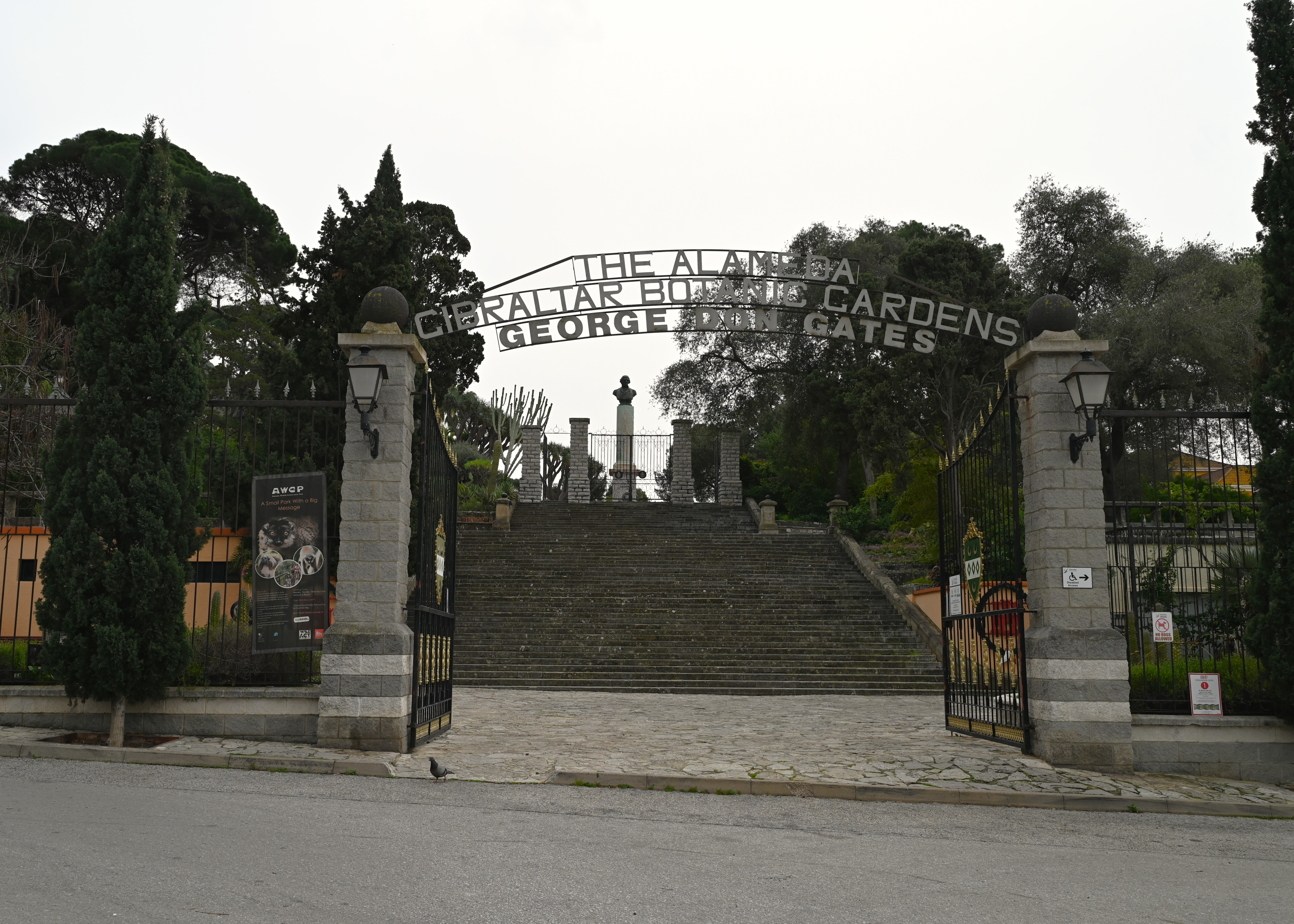
Główna brama wejściowa (2024)
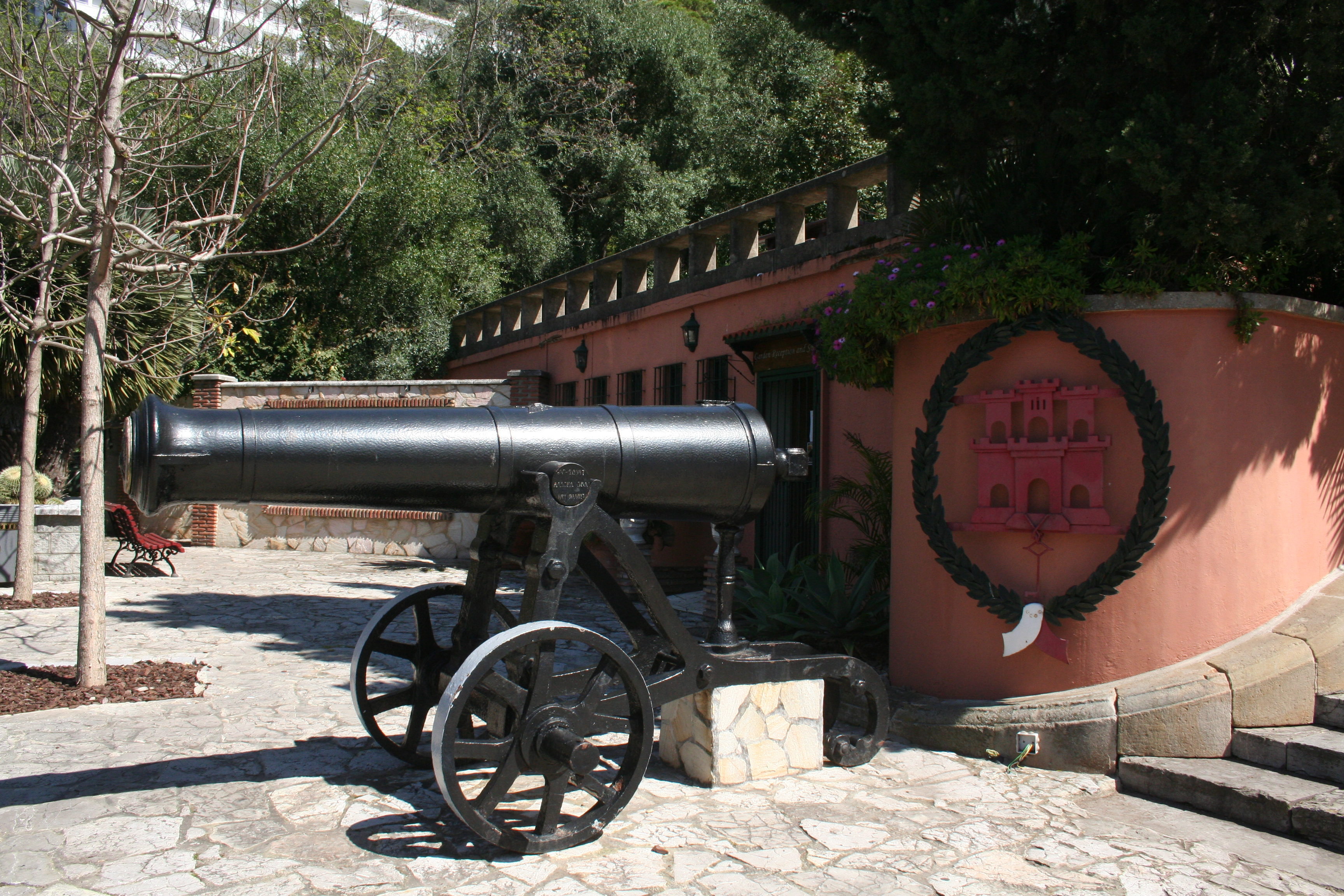
Armata przy wejściu do Alameda Gardens (2016)
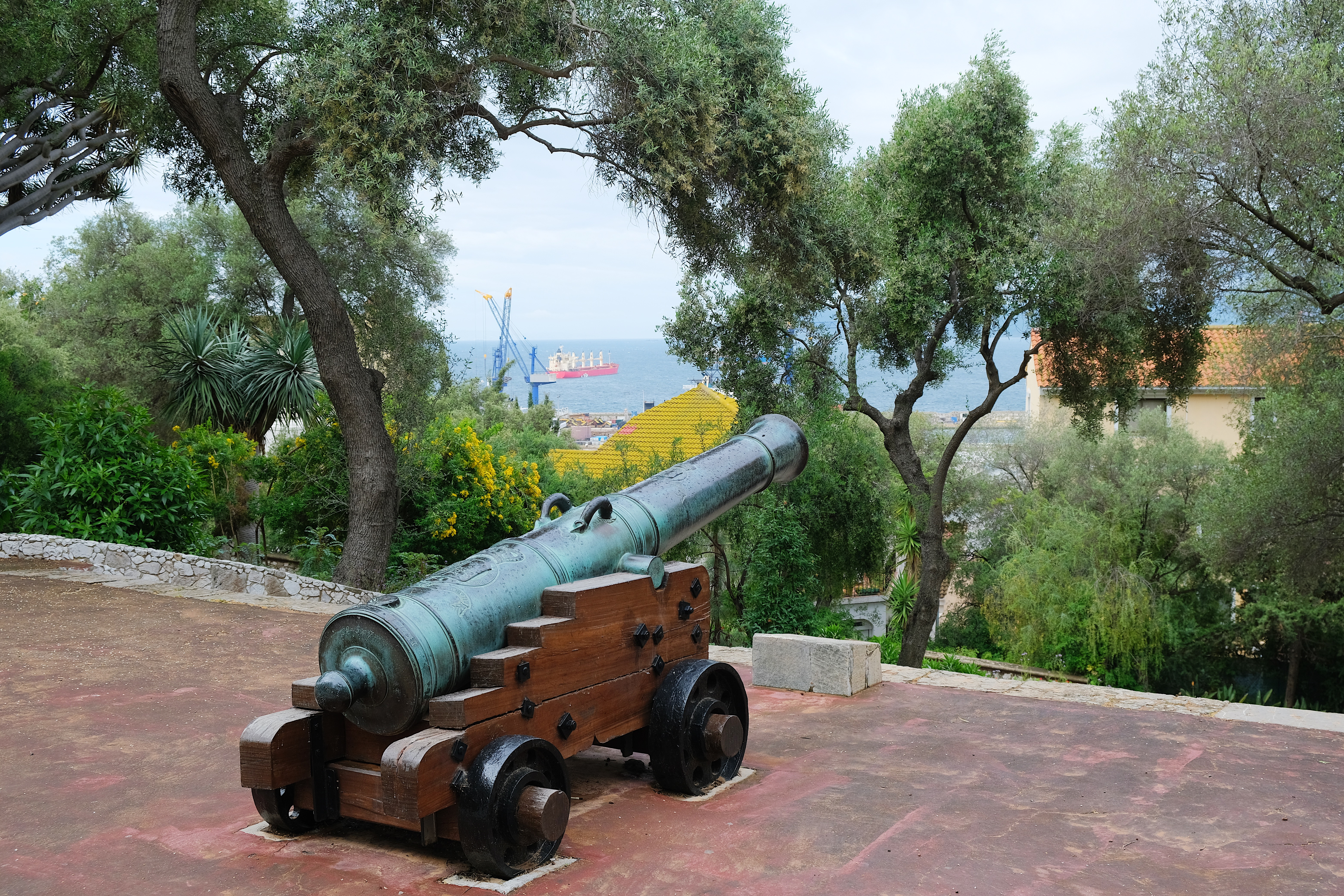
Jedno z dział na terenie ogrodów (2022)
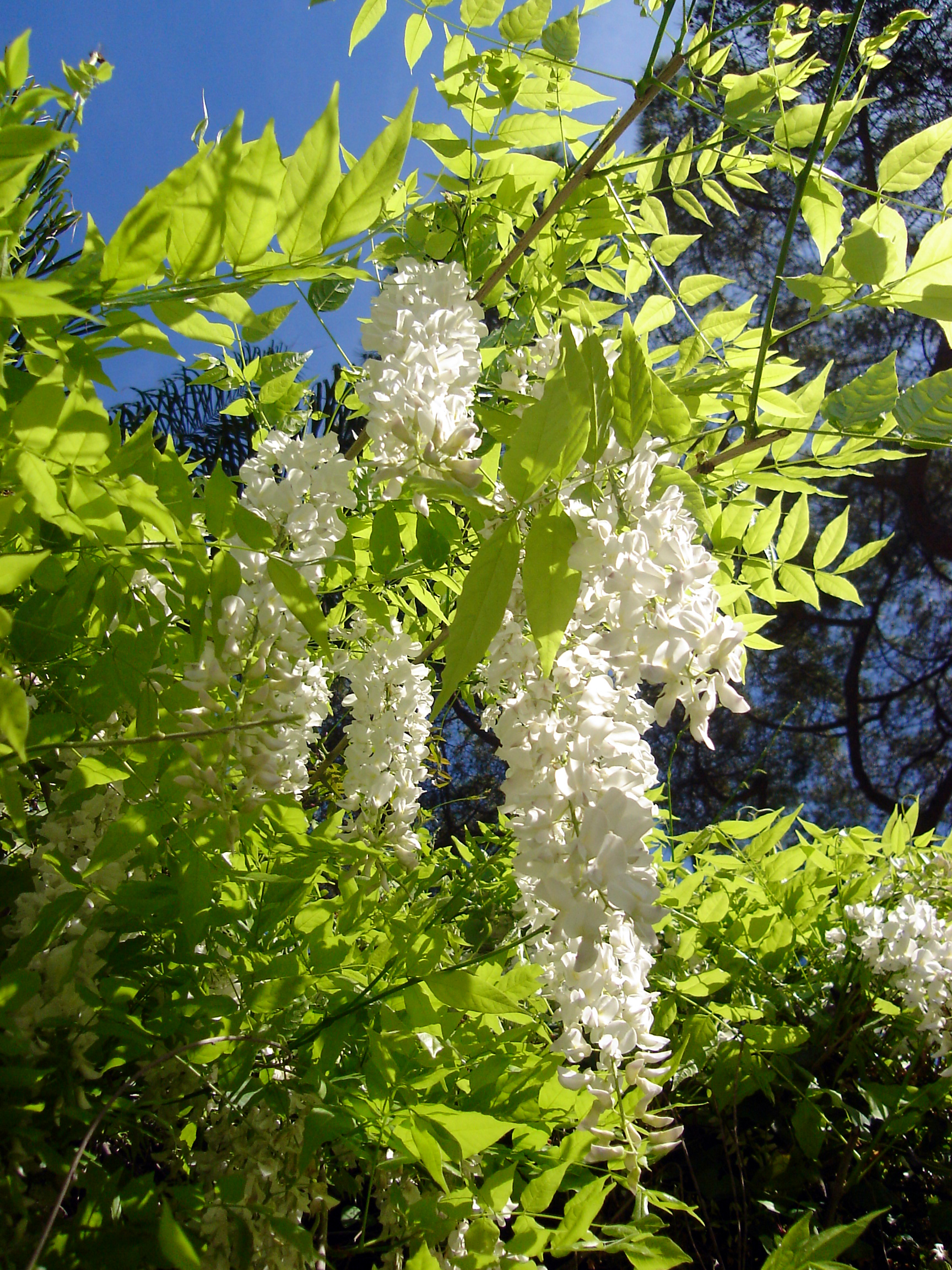
Glicynia chińska (2006)
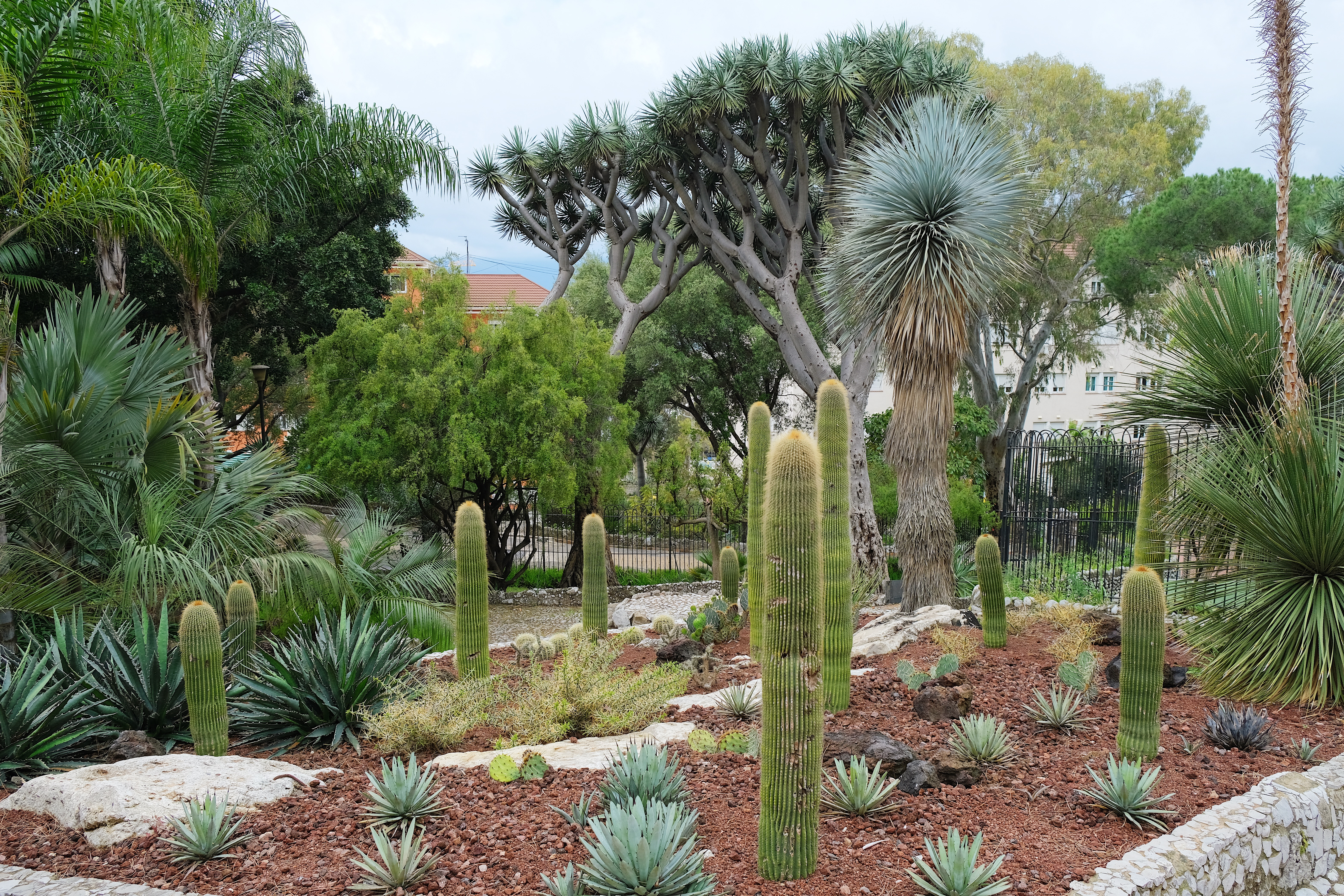
Kolekcja sukulentów (2022)
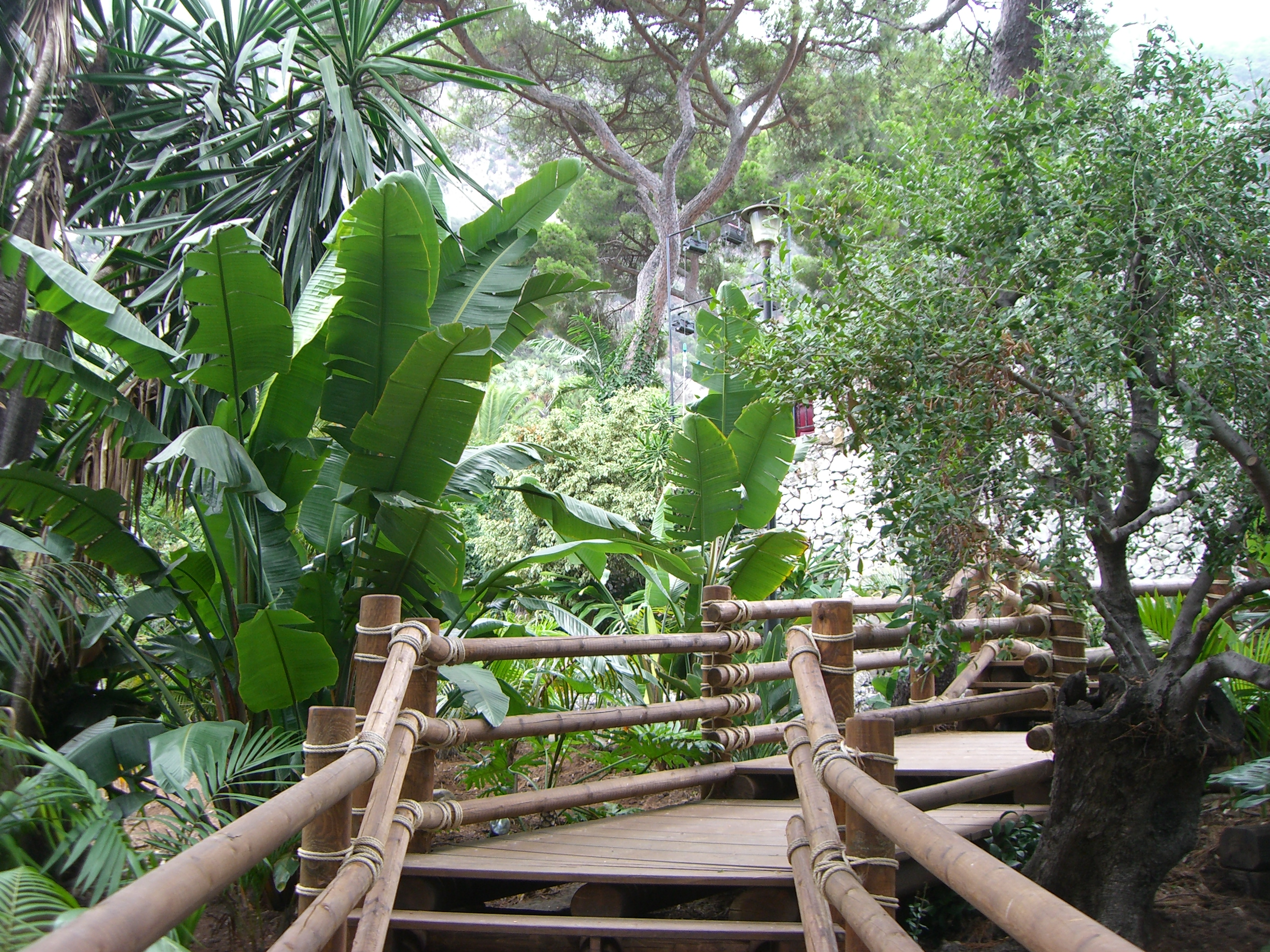
Kolekcja roślin afrykańskich (2007)
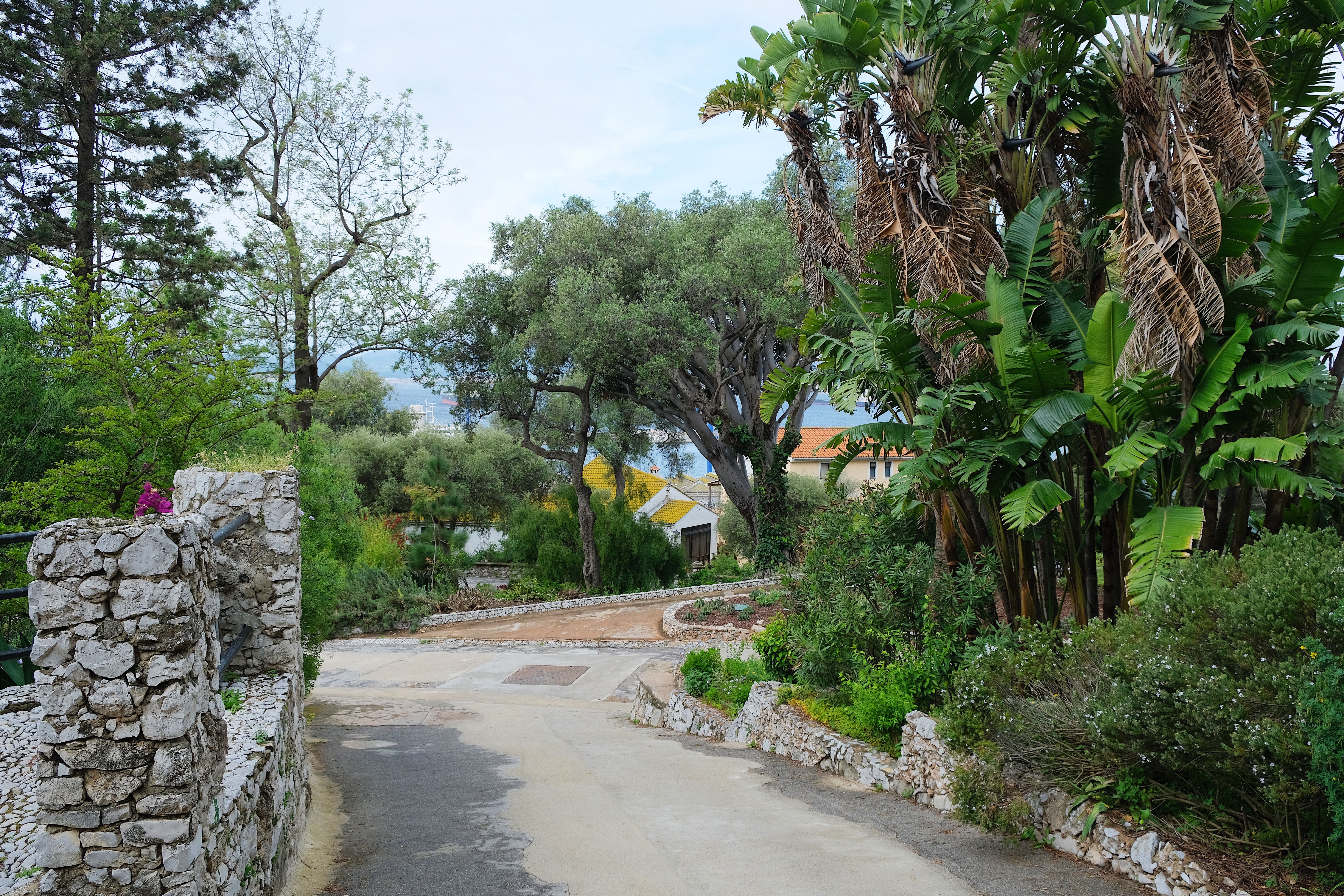
Jedna ze ścieżek (2022)
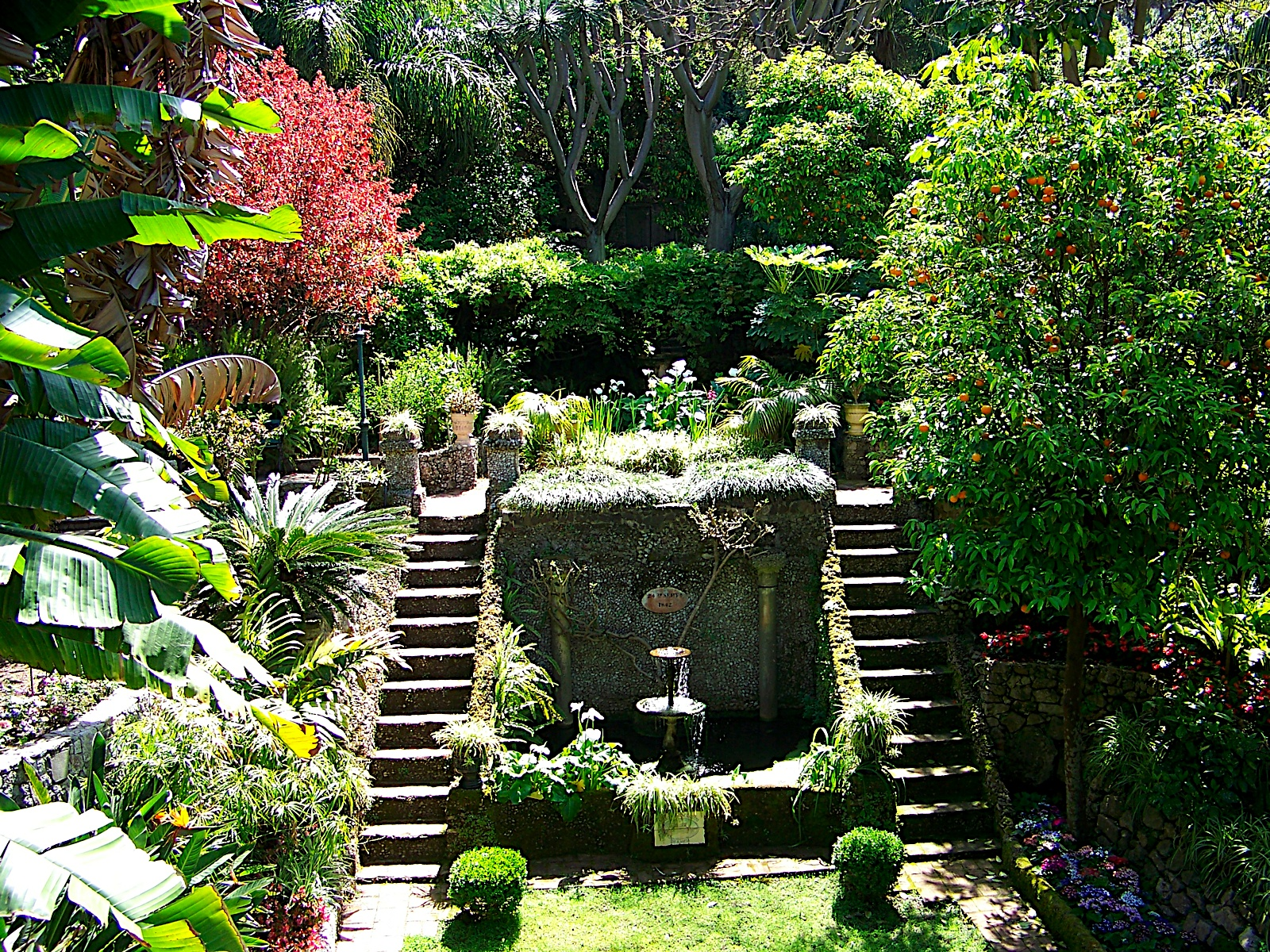
Ogród włoski The Dell (2009)
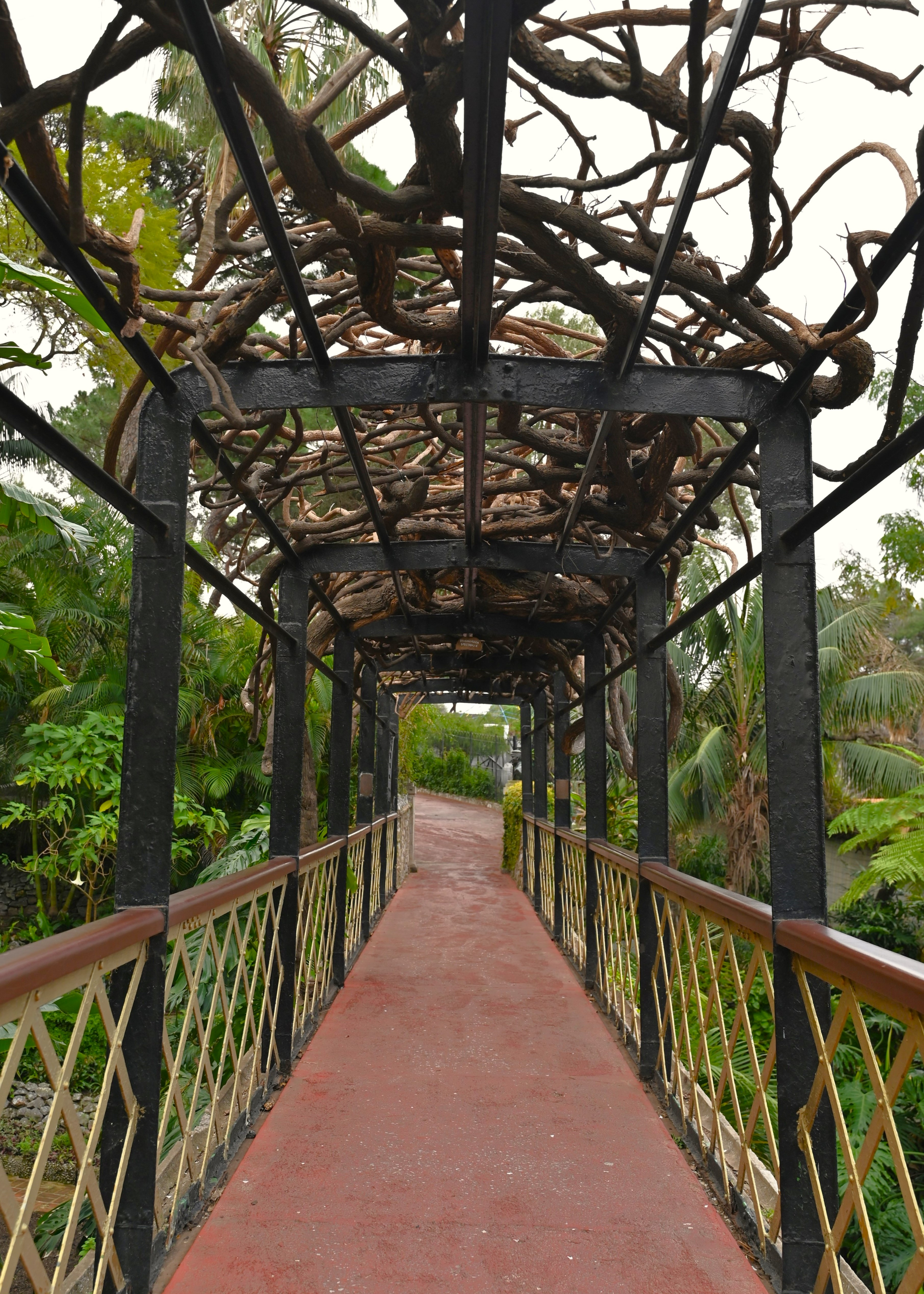
Mostek w ogrodzie (2024)